# Mali Bukovec
Mali Bukovec falu és község Horvátországban, Varasd megyében. Közigazgatásilag Lunjkovec, Martinić, Novo Selo Podravsko, Sveti Petar és Županec települések tartoznak hozzá.

## Fekvése
Varasdtól 31 km-re keletre, Ludbregtől 11 km-re északkeletre a Bednja és a Dráva összefolyásánál fekszik.

## Története
A falu 16. században keletkezett a bednjai uradalom területén. Már 1523-ban említik az itteni jobbágyokat, akik az uradalomhoz tartoztak. Ebben az időben ez a vidék gyakran ki volt téve a török támadásoknak, ezért a század közepén felépítették Veliki Bukovec várát, hogy menedéket nyújtson a környező falvak lakosságának, mely amúgy is gyér volt ezen a területen. Egy török támadást követően 1562-ben a települést és az egész uradalmat pusztaként említik. Miután  1593. július 22-én Erdődy Tamás horvát bán Sziszeknél megverte a török sereget a támadások is ritkábbak lettek és a bukoveci birtok is egyre jobban benépesült. A 16. század elején a bednjai uradalom birtokosa Frodnohar Zsigmond volt, akinek nőági leszármazottai 1555-ig voltak a falu földesurai. Ekkor I. Ferdinánd király a birtokot Tinódy Mihálynak adta, aki Székely Jakab Mihálynak adta el. A Székely család 1643-ig volt itt birtokos, amikor a család utolsó férfi tagja Székely Zsigmond is meghalt. Özvegye Csernomelji Borbála megpróbálta a jószágot átruházni sógorára Keglevich Péterre, de III. Ferdinánd  ezt nem engedélyezte. A császár ekkor Veliki Bukovecet és az 1643-ig hozzá tartozó falvakat, Draskovich János grófnak adományozta, aki a birtokot uradalommá alakította át.
Az uradalomhoz a veliki bukoveci nemesi kúria és hét falu  (Lunjkovec, Mali Bukovec, Martinić, Novo Selo Podravsko, Selnica Podravska, Sv. Petar Ludbreški és Županec) tartozott. Területére újabb betelepítések is történtek. 1659-ben a településen már 29 ház állt. Ebben az időben a faluban egy Szent Katalin tiszteletére szentelt fa kápolnát is említenek, mely a veliki bukoveci plébánia filiája volt. A falu 1757-1758-ban kőből új kápolnát épített. Mali Bukovec lakói 1759-ben Mária Teréziától vásártartási jogot kaptak, így ebben az időben Mali Bukovec Ludbregen kívül az egyetlen ilyen joggal rendelkező település volt a környéken. 1787-ben az első népszámlálás 87 házat és 742 lakost talált itt. A népiskola 1865-ben nyílt meg, 1883-ban az intézmény új épületet kapott. A községi közigazgatás 1885-ben költözött Kuzmincról Mali Bukovecre. Ekkor a községhez 12 település tartozott és egyike volt a ludbregi járás öt községének.
1920-ig Varasd vármegye Ludbregi járásához tartozott. 2001-ben a falunak 852, a községnek 2507 lakosa volt.

## Nevezetességei
- A Szent Katalin-kápolna[2] Mali Bukovec falu déli részén, egy kis tér keleti oldalán található. Ezt a nyugat-keleti tájolású kápolnát 1757/1758-ban építette Josip Hofer kőműves. Az épület négyszögletes hajóval és valamivel keskenyebb, négyzet alakú szentéllyel rendelkezik. A szentély déli oldalához sekrestyét építettek, a bejárat elé pedig előcsarnokot emeltek, amely eredetileg nyitott volt, de mára a főbejárat ablakaira és ajtajaira nyílászárókat helyeztek. A karcsú harangtorony elülső oromzat fölött emelkedik.

- Szentháromság-oszlop.

- A Szent-Flórián-oszlop[3] a település déli részén, a Novo Selo Podravsko - Selnik út mentén található. Az oszlopot a 18./19. század fordulóján állították. Az oszlop négyszög alakú alapzaton és díszes talapzaton áll. A magas, négyzet alakú vályatos pillér klasszicista ión oszlopfővel rendelkezik. Rajta áll Szent Flórián alakja, római katona ruhájában, lobogóval, másik kezében vödör vízzel oltva a tüzet. Bár az alak alapvetően statikus, összességében késő barokk stílusú, mely a kimért, visszafogott klasszicista stílus elemeivel együtt harmonikus és egy kerek egészet alkot.